# NGC 7193
NGC 7193 est un très vieil amas ouvert et situé dans la constellation de Pégase. Il a été découvert par britannique John Herschel en 1825.
NGC 7193 est à 1 080 ± 50 pc (∼3 520 al) du système solaire et les dernières estimations donnent un âge de 4,5 ± 0,13 milliards d'années. La taille apparente de l'amas est de 13,0 minutes d'arc, ce qui, compte tenu de la distance et grâce à un calcul simple, équivaut à une taille réelle de 13,3 ± 0,6 al.
Wolfgang Steinicke ainsi que le professeur Seligman considèrent NGC 7193 comme un groupe d'étoiles et non comme un amas ouvert. De plus, NGC 7193 ne figure pas sur le site WEBDA qui est consacré aux amas ouverts. La base de données Simbad considère qu'il s'agit d'une erreur ou d'un artéfact. Les bases de données NASA/IPAC et HyperLeda considèrent qu'il s'agit d'un amas ouvert.

## Les étoiles

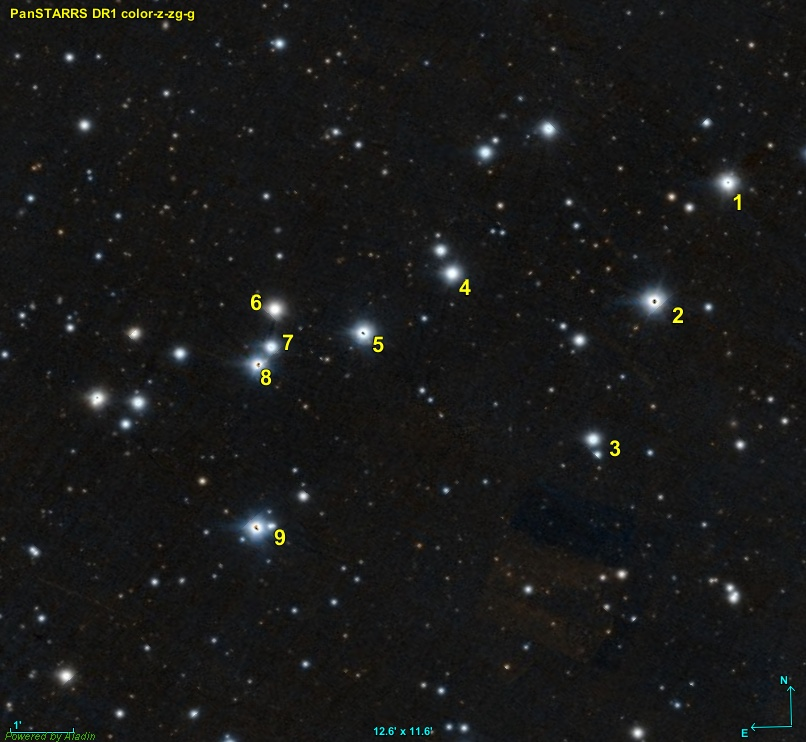
Neuf étoiles près du centre des coordonnées de l'amas.

Le logiciel Aladin du centre de données astronomiques de Strasbourg permet d'identifier les étoiles les plus brillantes dans le voisinage du centre de l'amas. Seulement, neuf étoiles entourant la position du centre de l'amas peuvent être identifiées et leurs caractéristiques sont disponibles sur la base de données Simbad. Le numéro de l'image ci-contre correspond à celui du tableau ci-dessous. Comme on peut le constater, toutes ces étoiles sauf la troisième sont plus rapprochées que la distance proposée par Tadross. De plus, elles n'ont guère de caractéristiques communes. Il est donc probable que NGC 7193 ne soit qu'un groupe d'étoiles présentes en une région restreinte par un pur hasard.
Simbad montre aussi un bouton nommé Children. En cliquant sur ce bouton, on atteint une section de cette base de données qui renferme un tableau contenant 11 entrées, dont 11 Children, pour NGC 7160.
Les données du tableau ci-dessous (parallaxe, mouvement propre, etc.) apparaissent sur Simbad et proviennent du « GAIA EARLY DATA RELEASE 3 (GAIA EDR3) » publié en 2020. 
| Num # | Nom                     | α                | δ                | type | P (mas)         | d (pc)      | μα* (mas/an) | μδ* (mas/an) | mV    | Rem      |
| ----- | ----------------------- | ---------------- | ---------------- | ---- | --------------- | ----------- | ------------ | ------------ | ----- | -------- |
| #1    | TYC 1139-802-1          | 22h 02m 38,7670s | 10° 50′ 47,3549″ |      | 2,18 ± 0,0194   | 459 ± 4     | -21,279      | -6,519       | 11,38 |          |
| #2    | TYC 1139-786-1          | 22h 02m 43,4246s | 10° 48′ 57,4430″ |      | 5,683 ± 0,1869  | 176 ± 6     | 19,415       | -42,981      | 10,84 | Bin/spec |
| #3    | 2MASS J22024702+1046332 | 22h 02m 47,0313s | 10° 46′ 33,2149″ |      | 0,7187 ± 0,0287 | 1391+58 -53 | -5,421       | -7,446       | ?     |          |
| #4    | TYC 1139-644-1          | 22h 02m 56,2613s | 10° 59′ 22,7325″ |      | 2,7563 ± 0,0173 | 363 ± 2     | 35,124       | 9,524        | 11,40 |          |
| #5    | TYC 1139-686-1          | 22h 03m 01,9492s | 10° 48′ 27,1855″ |      | 5,1414 ± 0,0162 | 194 ± 1     | -35,856      | -37,963      | 11,02 | Mv pr    |
| #6    | UCAC2 35676196          | 22h 03m 07,5732s | 10° 48′ 49,8200″ |      | 1,768 ± 0,152   | 566+53 -45  | -10,316      | -19,880      | ?     |          |
| #7    | TYC 1139-694-1          | 22h 03m 07,8646s | 10° 48′ 13,8875″ |      | 1,9087 ± 0,0178 | 524 ± 5     | -10,679      | -13,489      | 12,45 |          |
| #8    | BD+10 4680              | 22h 03m 08,6815s | 10° 47′ 57,1706″ | G5   | 3,1039 ± 0,0184 | 322 ± 2     | 3,943        | -4,247       | 11,02 |          |
| #9    | TYC 1139-271-1          | 22h 03m 08,7152s | 10° 45′ 23,8560″ |      | 2,2498 ± 0,0161 | 444 ± 3     | 10,343       | -3,468       | 10,65 |          |

- Bin/spec = Binaire spectroscopique
- Mv pr =Étoile à mouvement propre élevé